# Etenzamidă
Etenzamida (2-etoxibenzamida) este un medicament analgezic și antiinflamator, fiind utilizat în tratamentul febrei, cefaleei și a altor dureri minore. Mai este utilizat în asocieri medicamentoase, în preparate pentru răceală și gripă. În Japonia este un medicament OTC, fiind utilizat în asociere cu cofeină și paracetamol pentru tratamentul durerilor.
În organism, este metabolizată la salicilamidă.